# Alexander Georg Mosle (jr.)
Alexander Georg Mosle (* 14. April 1862 in Bremen; † 25. Januar 1949 in Washington) war ein deutscher Kaufmann, Unternehmer und Kunstsammler in Japan.

## Berufliche Entwicklung
Sein Vater Alexander Georg Mosle war ein deutscher Kaufmann, Politiker und Reichstagsabgeordneter.
In Bremen besuchte Alexander Georg Mosle die Oberschule. Nach dem Schulabschluss absolvierte er den Einjährig-Freiwilligen Militärdienst. Ab Oktober 1881 befand er sich beim 1. Hannoverschen Königs-Ulanen Regiment der Preußischen Armee. Seine Einheit, die er im September 1882 als Reserveoffizier verließ, stand unter dem Kommando von Alfred Graf von Waldersee (1832–1904). Nach der Militärdienstzeit verließ Mosle Deutschland und lebte für etwa zwei Jahre in New York. In der dort ansässigen Firma seines Onkels erhielt er eine kaufmännische Ausbildung, die er im Sommer 1884 abschloss. Unmittelbar darauf reiste er nach Japan und nahm eine Tätigkeit in der Firma seines Schwagers H. Ahrens & Co. auf. Daneben lernte er Japanisch, da er wusste, wie wichtig die sichere Kommunikation als Kaufmann in einem bisher unbekannten Land war. Bereits 1885 hatte er einen Vierjahresvertrag für seinen Aufenthalt in Japan geschlossen. In den ersten Jahren arbeitete Mosle in mehreren Unternehmen, bereitete sich dabei aber bereits auf eine eigene Firma vor. Bereits zu dieser Zeit interessierte er sich sehr stark für die japanische Kunst sowie das Kunsthandwerk. Sein erstes Objekt war ein Schwertpaar, das er 1885 erwarb.
Sein eigenes Unternehmen gründete Alexander Georg Mosle 1888 in Tokyo, die „A. G. Mosle“, eine Importfirma. Ihre Geschäftsfelder bestanden in der Einfuhr von Erzeugnissen des Schwermaschinenbaus, von Militärausrüstungen und Waffen im Auftrag der japanischen Regierung. Seine Partner waren vor allem die Krupp & Co. aus Essen, Gruson & Co. in Magdeburg, John Cockerill aus Belgien sowie weitere europäische Unternehmen der Branche. Diese Geschäfte brachten es mit sich, dass er schnell über ein Netzwerk von Spitzenkontakten in die japanische Regierung und die Militärkreise verfügte. Dazu gehörten der Politiker Motono Ichirō (1862–1918), der General Nogi Maresuke (1849–1912), der Premierminister Terauchi Masatake (1852–1919) und weitere einflussreiche Persönlichkeiten. Seine Geschäfte und Aktivitäten entwickelten sich so gut, dass er ab Anfang 1895 als Vize-Konsul für Belgien eingesetzt wurde. Drei Jahre später wurde er zum Honorar-Konsul ernannt. Damit war Mosle für die Entwicklung der Wirtschaftsbeziehungen, aber auch zivile Angelegenheiten zwischen Belgien und Japan zuständig. Genauso wichtig waren ihm aber auch die Beziehungen zwischen Deutschland und Japan, die sich durch sein aktives Handeln auf wirtschaftlichem Gebiet außerordentlich gut entwickelten. In der Person von Herbert Armstrong Poole (1877–1962) holte er sich 1902 personelle Verstärkung ins Unternehmen, der nach seiner Einarbeitung recht bald die Leitung der Firma und die Aufgaben des Konsulatsamtes eigenverantwortlich wahrnahm.
Zum Zeitpunkt des Beginns des Russisch-Japanischen Krieges 1904 hielt sich Alexander Georg Mosle gerade in Deutschland auf. Von hier aus kümmerte er sich darum, das Amt des Generalvertreters des Roten Kreuzes für Japan zu übernehmen. Dabei gelang es ihm, trotz großer Schwierigkeiten, gemeinsam mit dem Deutschen Roten Kreuz, eine Rote-Kreuz-Mission zusammenzustellen und in diesem Rahmen Ärzte und Schwesternpersonal nach Japan zu holen. Für dieses Team wurden der Breslauer Chirurg Adolf Henle, sein Assistent Dr. Otto Fittich und als OP-Schwester Margarete von Sommoggy ausgewählt und ab März 1905 in Japan tätig. Zur Behandlung von Kriegsverletzten stellte er einen Teil seiner Häuser und Grundstücke zur Errichtung eines Militär-Lazaretts zur Verfügung. Ergänzt wurde diese Mission durch ein 35 Personen umfassendes japanisches Ärzte- und Schwesternteam unter der Leitung von Dr. Uyeno. Damit trug er wesentlich zur Verbesserung der deutsch-japanischen Beziehungen bei. Am 5. September 1905 wurde er für seine humanitären Leistungen, gemeinsam mit dem deutschen Rotes-Kreuz-Team, mit einem kaiserlichen Orden ausgezeichnet.
Doch ab 1906 entschloss Alexander Georg Mosle sich, sein Unternehmen in Japan zu verkaufen und wieder nach Deutschland zurückzukehren. Bis Ende 1907 hatte er alle Geschäfte abgewickelt, seine Häuser verkauft und das belgische Konsulat geschlossen. In Deutschland ließ er sich in Leipzig nieder und wurde hier umgehend als japanischer Honorar-Konsul akkreditiert. Damit fand er auch Zeit, sich intensiver um seine zusammengetragene Sammlung japanischer Kunstgegenstände zu kümmern. Er organisierte Ausstellungen, schrieb Artikel und Bücher, hielt Vorträge, aber kooperierte auch mit Museen und Kunstsammlungen. Eine erste große Präsentation der fast vollständigen Sammlung erfolgte 1909 in Berlin. Dazu half er mit, Kataloge für weitere Ausstellungen zusammenzustellen, und 1914 erschien eine erste Publikation im E.A. Seemann Verlag Leipzig mit dem Titel „Japanische Kunstwerke“. Ab Anfang der 1920er Jahre bemühte er sich, Teile der Sammlung an das Metropolitan Museum zu verkaufen. Dazu hielt er sich längere Zeit in den USA auf.
Doch um 1940 verließ Alexander Georg Mosle dann Deutschland ganz. Im Februar traf er in New York ein, am Ende des Jahres wurde er US-amerikanischer Staatsbürger. Hier verbrachte er dann auch die letzten Jahre seines Lebens. Es stellten sich gesundheitliche Probleme ein und er litt an Demenz. Am 25. Januar 1949 verstarb er in Washington im St. Elizabeths Hospital.

## Familie
Die Eltern von Alexander Georg Mosle waren der Kaufmann und Mitbegründer der Deutschen Bank Alexander Georg Mosle (1827–1882) und dessen Ehefrau Christina Candida Mosle (1838–1880). Er hatte noch sieben Geschwister. Dazu gehörten unter anderem: Georg Rudolf Mosle (1857–1917), Hermina Mosle, verehelichte Ahrens (1859–1941) und Christian Mosle (* 1866). Alexander Georg Mosle jr. heiratete 1892 die belgische Staatsbürgerin Christiana Victoria Julie Pecher. Aus der Ehe gingen zwei Kinder hervor, Alexander Georg Wilhelm Mosle (* 1894) und Kurt Anton Eugen Mosler (* 1897).

## Publikationen
- Die Familie Mosle: mit einem Wappenbild, siebenundzwanzig Abbildungen und sieben Stammtafeln, Richter Verlag Leipzig, 1912;
- Japanische Kunstwerke: Waffen. Schwertzieraten. Lacke. Gewebe. Holzschnitte; Sammlung Moslé = Japanese works of art... selected from the Mosle collection.(Henry W. Joly), E.A., Seemann-Verlag Leipzig, 1914;
- Japan und seine Stellung in der Weltpolitik, Mittler Verlag Berlin, 1917;
- Descriptive catalogue of Japanese colour-prints: the collection of Alexander G. Moslé,  Hrsg. Henry W. Joly, Alexander Mosle, Leipzig, 1927;
- Asiatische Kunst: chinesische Schnupftabakflaschen, u. a. Sammlung Moslé, I. Teil; Netsuke aus einem deutschen Nachlass und Masken-Netsuke aus einer überseeischen Sammlung, Inro u. a., Sagemono, Tsuba aus einem belgischen Nachlass, Kunsthandel-Klefisch GmbH, 1995 (postum erschienen);